# Dion
Dion (lat. Dioon), rod cikada iz porodice Zamiaceae. Pripada mu 16 priznatih vrsta

## Vrste
1. Dioon angustifolium Miq.
2. Dioon argenteum T.J.Greg., Chemnick, Salas-Mor. & Vovides
3. Dioon califanoi De Luca & Sabato
4. Dioon caputoi De Luca, Sabato & Vázq.Torres
5. Dioon edule Lindl.
6. Dioon holmgrenii De Luca, Sabato & Vázq.Torres
7. Dioon merolae De Luca, Sabato & Vázq.Torres
8. Dioon pectinatum Mast.
9. Dioon planifolium Salas-Mor., Chemnick & T.J.Greg.
10. Dioon purpusii Rose
11. Dioon rzedowskii De Luca, A.Moretti, Sabato & Vázq.Torres
12. Dioon sonorense (De Luca, Sabato & Vázq.Torres) Chemnick, T.J.Greg. & Salas-Mor.
13. Dioon spinulosum Dyer ex Eichl.
14. Dioon stevensonii Nic.-Mor. & Vovides
15. Dioon tomasellii De Luca, Sabato & Vázq.Torres
16. Dioon vovidesii Gut.Ortega & Pérez-Farr.